# Міжнародні відносини Канади
Міжнародні відносини Канади — зовнішня політика Канади, її зносини з іншими державами та країнами. 
Канада визнана середньою потугою за її роль у міжнародних справах, яка вирізняється схильністю до пошуку розв'язань на багатосторонній основі. Заснована на підтримці міжнародного миру та безпеки канадська зовнішня політика здійснюється через коаліції та міжнародні організації, а також через роботу численних федеральних інституцій. Миротворча діяльність Канади протягом ХХ сторіччя відіграла важливу роль у її глобальному іміджі Стратегія політики допомоги канадського уряду іноземним державам відображає пріоритетність досягнення цілей розвитку тисячоліття, водночас надаючи допомогу у відповідь на зовнішні гуманітарні кризи.
Тривка прив'язаність Канади до Британської імперії зумовила її значну залученість до військових дій Британії у Другій англо-бурській війні (1899—1902), Першій світовій (1914—1918) та Другій світовій війні (1939—1945). Відтоді Канада виступає за багатосторонні відносини, докладаючи зусиль до розв'язання глобальних проблем у співробітництві з іншими країнами. Упродовж холодної війни Канада була важливою країною-учасницею сил ООН під час Корейської війни та заснувала у співпраці зі Сполученими Штатами Командування повітряно-космічної оборони Північної Америки (NORAD) з метою захисту від потенційних повітряних атак із боку Радянського Союзу.
Канаду і США розділяє найдовший у світі незахищений кордон, ці дві держави співпрацюють у військових кампаніях і навчаннях та є найбільшими торговельними партнерами одне для одного. Незважаючи на це, Канада проводить незалежну зовнішню політику. Наприклад, вона підтримує повноцінні відносини з Кубою і відмовилася брати участь у війні у В'єтнамі та вторгненні в Ірак 2003 року. Канада через своє членство у Співдружності Націй і Міжнародній організації франкофонії підтримує історичні зв'язки зі Сполученим Королівством і Францією та з іншими колишніми британськими і французькими колоніями. Прикметно, що Канада має позитивні відносини з Нідерландами частково завдяки своєму внеску у визволення Нідерландів під час Другої світової війни.
Канада була однією з держав-засновниць Організації Об'єднаних Націй, вона — член Світової організації торгівлі, G20 та Організації економічного співробітництва й розвитку. Канада також є членом різноманітних інших міжнародних і регіональних організацій та форумів з економічних і культурних питань. 1976 року Канада приєдналася до Міжнародного пакту про громадянські та політичні права. 1990 року Канада вступила в Організацію американських держав (ОАД), у 2000 році приймала Генеральну асамблею ОАД, а у 2001 році — 3-й саміт Америк. Канада прагне розширити свої зв'язки з економіками Тихоокеанського регіону через членство у форумі Азійсько-Тихоокеанського економічного співробітництва.